# Sunnyodon
Sunnyodon is een geslacht van kleine, uitgestorven zoogdieren, waarschijnlijk uit het Vroeg-Krijt. Gevonden in wat nu Zuid-Engeland en Denemarken is, is het een relatief vroeg lid van de orde Multituberculata. Het maakt deel uit van de onderorde Plagiaulacida en de familie Paulchoffatiidae.
De typesoort Sunnyodon notleyi werd in 1992 benoemd door Zofia Kielan-Jaworowska en P.C. Ensom P.C. De geslachtsnaam verbindt een verwijzing naar de Sunnydown Farm met een Grieks odoon, 'tand'. De soortaanduiding eert het gezin van R.F. Notley, de eigenaar van de boerderij. Aangezien ook de echtgenote van Notley expliciet vermeld wordt, is de soortaanduiding geëmendeerd tot de genitief meervoud notleyorum.
Het holotype is DORCM GS 18, een vijfde rechterpremolaar. Verder is specimen DORCM GS 17, een derde of vierde linkerpremolaar, toegewezen aan een Sunnyodon cf. notelyi.
Fossiele overblijfselen van de soort Sunnyodon notleyi werden gevonden in lagen van de Lulworth-formatie uit het Laat-Krijt van Durlston Bay, Dorset, Engeland en de Rabekkeformatie in Denemarken. Dit is een op tanden gebaseerde soort.
Een tand van het Deense eiland Bornholm werd in 2004 toegewezen aan Sunnyodon. Het is het eerste fossiel van een zoogdier uit het Mesozoïcum dat in Scandinavië is gevonden. Er is ook een tand toegewezen aan Sunnyodon uit het Angeac-Charente beenderbed uit het Berriasien van Frankrijk.